# Jean-Alain Tremblay
Jean-Alain Tremblay, né le 18 mars 1952 à Alma et mort le 9 juin 2005 à Saguenay (Québec), est un écrivain québécois

## Biographie
Né à Alma, Lac-Saint-Jean, en 1952, il a grandi à l'ombre de la Price Brothers'and Company. Son travail dans le développement de l'emploi au sein de la fonction publique fédérale lui a permis de suivre de près l'évolution de son milieu.

## Œuvres

### Romans
- La Nuit des Perséides (1989), Hexagone,  (ISBN 2-89295-123-2)
- La Grande Chamaille (1993), Éditions de l'Homme,  (ISBN 2-89026-423-8)

### Nouvelles
- Souvenirs de Naudville dans le recueil Un Lac, Un Fjord I : Des écrivains racontent, (1994), Éditions JCL,  (ISBN 2-89431-121-4)
- Monte Cassino dans le recueil Un Lac, Un Fjord II : Mythes et histoires personnelles, (1995), Éditions JCL,  (ISBN 2-89431-139-7)
- Tôle galvanisée dans le recueil Un Lac, Un Fjord III : La ville, (1996), Éditions JCL,  (ISBN 2-89431-149-4)

## Honneurs
- 1989 : Prix littéraire du CRSBP du Saguenay–Lac-Saint-Jean pour La Nuit des Perséides
- 1989 : Prix Robert-Cliche pour La Nuit des Perséides
- 1990 : Prix Jean-Hamelin pour La Nuit des Perséides